# André Turpin
André Turpin es un guionista y director de cine y fotografía canadiense. Como director de fotografía ha sido galardonado con dos premios Genie, por Maelström y por Incendies en 2011, y con cinco premios Jutra por Maelström, Incendies,C'est pas moi, je le jure!, Un crabe dans la tête y Mommy. Su trabajo más conocido como director de cine ha sido Un crabe dans la tête, nominada en la categoría de mejor película de habla no inglesa en la 75 edición de los Premios Oscar.
A lo largo de su carrera ha sido nominado como director de fotografía en otras cinco ocasiones a los premios Jutra y a los Premios Genie. Como guionista fue nominado a un Genie por Un crabe dans la tête.

## Filmografía

### Director de fotografía
- 1992 - Croix de bois
- 1993 - Because Why
- 1995 - Zigrail
- 1996 - Cosmos
- 1997 - La Comtesse de Bâton Rouge
- 1998 - Un 32 août sur terre
- 1999 - Matroni et moi
- 2000 - Maelström
- 2001 - Un crabe dans la tête
- 2004 - Childstar
- 2005 - Familia
- 2006 - Congorama
- 2008 - C'est pas moi, je le jure!
- 2010 - Incendies
- 2012 - Ina Litovski
- 2013 - Whitewash
- 2013 - Tom à la ferme
- 2014 - Mommy
- 2015 -  Hello

### Director
- 1995 - Zigrail
- 1996 - Cosmos ("Jules & Fanny")
- 2001 - Un crabe dans la tête
- 2012 - Ina Litovski
- 2012 - Sept heures trois fois par année
- 2014 - Prends-moi
- 2015 - Endorphine